# Академик (хижа, Витоша)
„Академик“ е туристическа хижа, намираща се в подножието на връх Голям Купен в планината Витоша. Хижата е известна и с множество други имена, сред които: Купена, Физкултурник и Високопланинска учебно-спортна база „Проф. Иван Стайков“.
Представлява триетажна сграда с капацитет 150 места и е учебна база на Националната спортна академия „Васил Левски“. Използва се за ведомствени нужди и не приютява външни туристи.
Хижата е изградена през 1972 година благодарение на бившия ректор на НСА – Иван Стайков.
Това е една от малкото хижи и заслони на Витоша значително далеч от местността Златните мостове, около която се намират повечето хижи.

## Изходни пунктове
- село Железница – 2,20 часа

## Съседни туристически обекти
- Черни връх – 1 час
- хижа Алеко – 2 часа